# اموآر
شهر اموآر (به فرانسوی: Hamoir) در شهرستان اویی در استان لیئژ در منطقه فدرال والوون در کشور بلژیک واقع شده‌است.